# Duarte Gomes da Silveira

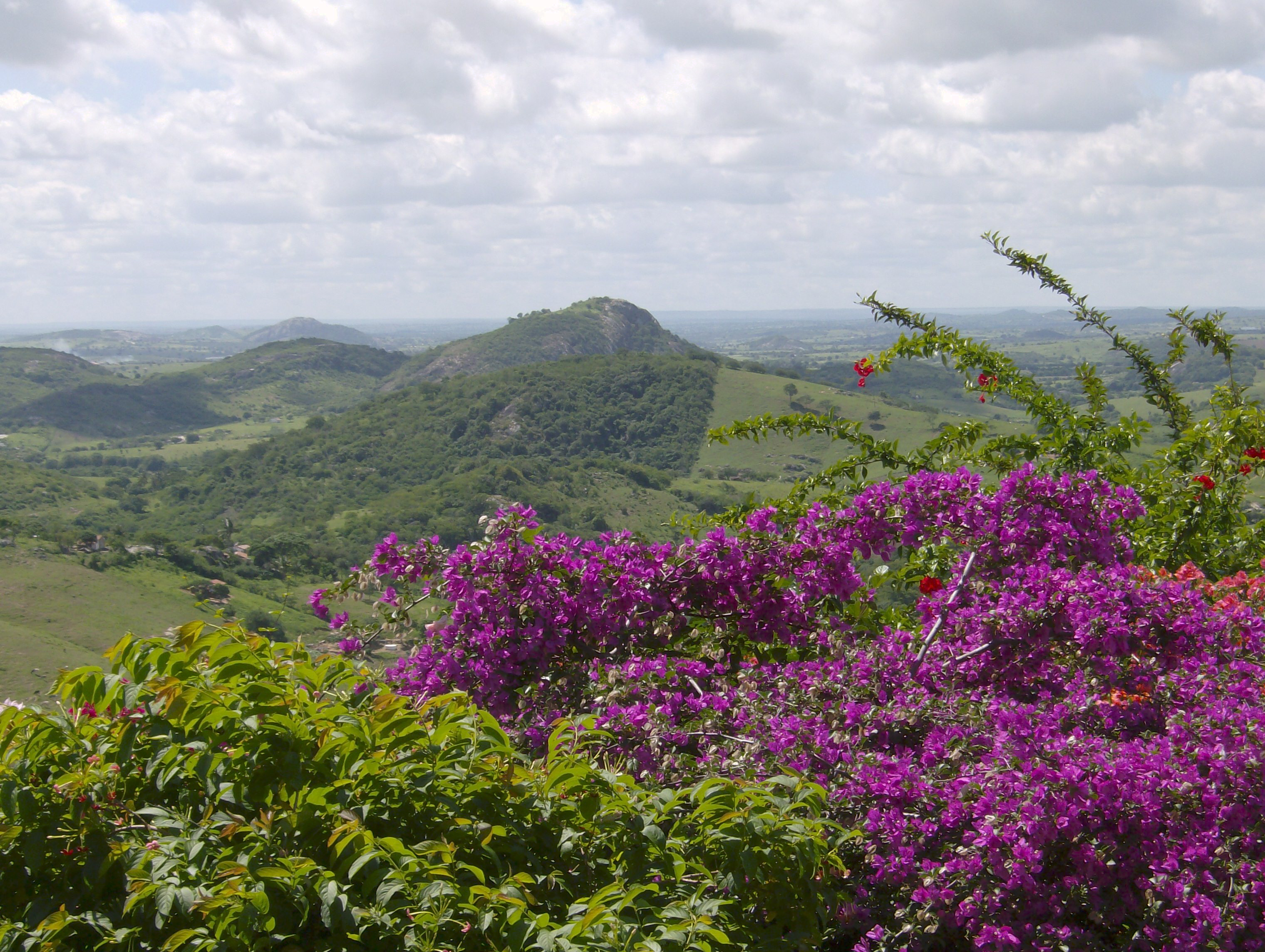
Serra da Copaoba, onde Duarte da Silveira fez importantes explorações

Duarte Gomes da Silveira (Olinda, 1555 — Filipeia, 1644), também citado como «Marquês da Copaoba», foi um administrador colonial e rico senhor de engenho luso-brasileiro da capitania da Paraíba no século XVI. Seu casarão, alto e com uma galeria ao redor, estava situado sobre um monte no vale do Obim–Cabocó, e junto existiu um engenho chamado Velho, que caio em ruínas mas depois foi aí levantado um novo engenho pelo mencionado Duarte Gomes. Por sua propriedade, situada na Várzea Paraibana, passava o caminho que segue para o norte, rumando ao Mamanguape.
Sobre sua atuação nos sertões paraibanos pode-se ler nos anais (vol. 4) da revista do Instituto Histórico e Geográfico Brasileiro:
(...) Um nome singular é o desse Duarte da Silveira, veterano das guerras iniciais, palmilhando as areias da costa até Acejutibiró, subindo o Mamanguape até o Arassagi, varrendo a Copaoba, plantando moirões das fazendas de gado (...)
Na época do domínio holandês no Brasil, Duarte da Silveira escreveu em 8 de novembro de 1643 ao o conde Maurício de Nassau pedindo a intervenção deste, já que alegara sofrer crua perseguição do capitão neerlandês Ipo Eysens, perseguição que também assolava outros usineiros luso-brasileiros.
Duarte da Silveira construiu com recursos próprios, ainda no século XVI, a Igreja da Misericórdia. Sobre tal obra há vários textos bibliográficos que a confirmam, como a Descrição geral da capitania da Paraíba, documento do século XVII escrito pelos batavos:
(...) a igreja da Misericórdia está quase acabada; os Portugueses servem-se delia em lugar da matriz. O seu fundador foi Duarte Gomes da Silveira, senhor de engenho, que a construiu a sua custa, assim como tem promovido a edificação desta cidade, auxiliando com dinheiro a muitos moradores que desejavam construir casas. Ele próprio levantou um magnifico prédio ao lado ocidental do convento de S. Bento para lhe servir de casa (...)
Após a morte, foram depositados os restos mortais dele e de sua esposa na referida igreja.